# 如果早知道男生也會被性侵
《如果早知道男生也會被性侵》是2012年中華民國國家教育研究院根據真實案例改編並拍攝的一部性別平等教育宣傳影片。剧情講述了一名男高中生阿瑋（黃耀緯飾演）被杰哥（伍嘉緯飾演）性侵的故事。该片在網路上引起广大回响，其中許多台詞也成了網路迷因。

## 劇情大綱
隔代教養家庭少年阿瑋用筆電玩游戏时和阿嬤吵架後，翹家和朋友彬彬去網咖玩爆爆王。他们在網咖被杰哥盯上，走出網咖後被提前坐在門口守株待兔的杰哥搭訕；杰哥假装好意送给二人一个面包，并称自己“常常帮助一些翘家的人”且可以替飢餓又身無分文的兩人付錢「買一些好吃的」，來誘使他們去自己家裡玩。隨後阿瑋一口答應和朋友在杰哥的家過夜，而杰哥也信守承諾，帶兩人去超商買了許多零食，並趁機買了兩手啤酒回家。
在杰哥家中，杰哥趁彬彬在客廳喝醉之際，帶阿瑋到自己房間看色情片，然後強迫阿瑋脫衣褲給自己看。被阿瑋拒絕後，杰哥殴打阿瑋并進行性侵害，並对阿瑋实施性威脅。事後，杰哥不時以簡訊傳一些露骨的話騷擾阿瑋，阿瑋不堪其擾，身心因此受到創傷，以至很长一段时间都没有回学校上课。之后他在公園遇見在自己学校当生命教育志工的淑惠阿姨時，聽見她提及性侵犯相關詞彙而情緒崩潰、大叫，因而被淑惠注意并认出。在她的劝导下，阿瑋吐露出了自己的遭遇，並接受淑惠的建議，準備報警、驗傷，讓全案進入司法程序，並通報學校，安排老師對阿瑋進行心理輔導。

## 演員
- 黃耀緯 飾演 阿瑋
- 伍家緯 飾演 杰哥
- 黃韶麒 飾演 彬彬
- 張昌緬 飾演 淑惠老師
- 陳婉婷 飾演 美琪
- 趙莉華[6] 飾演 阿瑋嬤
- 潘永裕 飾演 小男孩
- 羅子晴 飾演 小女孩

## 製作

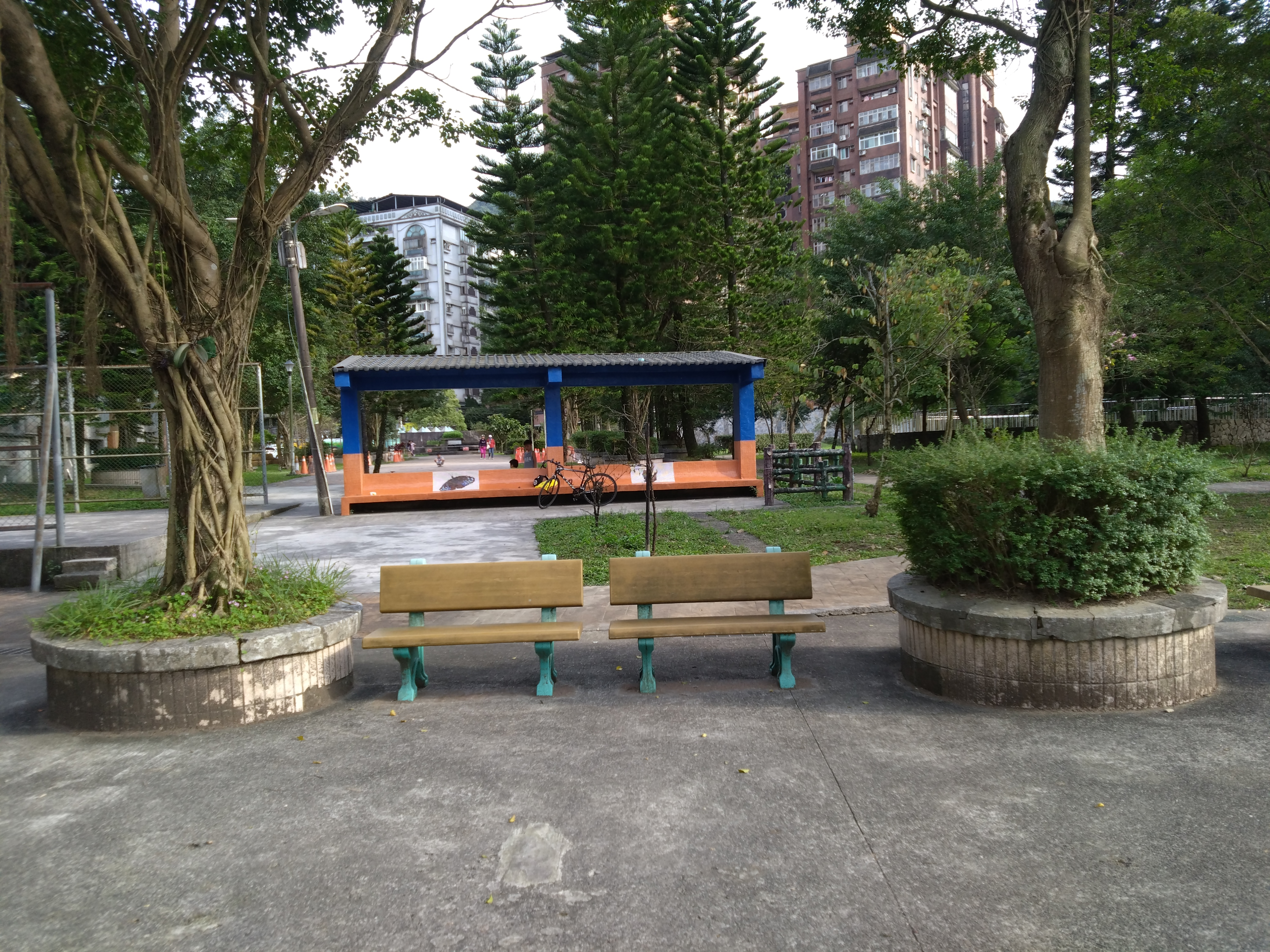
拍攝場景之一的碇內十五號公園

《如果早知道男生也會被性侵》由中華民國教育部委託國家教育研究院製作，傳愛家族傳播文化事業有限公司承製，導演陳北川執導。在基隆市取景拍摄，取景地点包括暖暖高中、新豐街、碇內十五號公園等，主題曲由傳愛創意小組作詞、馬路大·以夙（傳愛家族傳播公司成員）作曲。

## 反響

影片中杰哥（上）和阿瑋（下）赤裸着上半身。因為演員演技逼真，對白成了網絡流行語。

《如果早知道男生也會被性侵》2013年被上傳至網路，由於主角杰哥和阿瑋逼真的演技，影片引起了網民熱烈討論。2017年，該片開始在bilibili上流行，引發新一波的熱潮。

### 流行
影片在2013年7月點閱率達到了近80萬，創下中華民國政府單位宣導片的紀錄。截至2023年6月，在YouTube已累積超過300萬次點閱，更曾獲聯合晚報以近半版的篇幅報導。。經常在提及男性對男性性侵害時的文章使用。網友亦將本片改編成各種版本。2019年在中國大陸掀起新一波風潮，「讓我看看」、「彬彬就是遜啦」、「我超勇的」、「登dua郎」、「彬彬有禮」、“俏佳人”、「特種彬」、「杰富濟貧」、「逃過一杰」、「在杰難逃」、「杰除封印」、「杰揍大師」、「杰拳道」、「杰哥不要」也成為當地網路流行語。

### 演員發展
飾演杰哥的伍嘉緯和飾演阿瑋的黃耀緯也因此走紅。有人照著影片中杰哥傳給阿偉的威脅簡訊的電話號碼回撥找伍嘉緯，有人甚至上門邀約伍嘉緯演杰哥。黃耀緯則表示，他的好朋友也經常拿影片對他開玩笑，讓他近乎發火。
伍嘉緯後來也以「鐵牛」之名在YouTube拍攝影片，也和YouTuber華森創立團體頑GAME。頑GAME拆夥後，伍家緯依然以與其妻婷婷共同經營之YouTube頻道「鐵牛婷婷（IronbullTingTing）」在YouTube活躍，並擁有25.2萬位訂閱者（2025年3月）；在bilibili上也有頻道，有138萬關注者（2023年7月）。
飾演阿偉的黃耀緯後來成為劇場演員，也曾參與短劇製作、公共電視文化事業基金會《公視新創電影－不發火》，也曾接受采访，Instagram約有近萬人追蹤。伍嘉緯和黃耀緯也多次合作拍攝影片，包括「阿緯的逆襲（2017年）」、YouTube短片《杰哥不要 the 音樂劇》（2021年，與YouTuber「小尾巴」曾禹翔合作）、手機遊戲《我當校長超勇的》宣傳片等。
2023年尾找回杰哥（伍嘉緯（鐵牛））阿緯（黃耀緯）淑惠阿姨（張昌緬）來演現場音樂劇〔臺灣首部迷因音樂劇《吼呦～杰哥不要啦！！》〕

### 批評
部分人士批評《如果早知道男生也會被性侵》一片缺乏性別平等教育。2013年國立交通大學社會與文化研究所博士生暨「愛與和平與幹」成員李佳霖撰文評論，認為該片不但沒有教學功能，反而加深中年男子會誘拐及侵害少年的刻板印象；並認為該片強化了愛滋病患者與性侵犯受害者間的連結，扼殺青少年的性慾實踐。